# Аркадија (организација)
Аркадија је прва група за афирмацију лезбијских и геј људских права и културе у Србији, основана 13. јануара 1991, а регистрована 1994. године у Београду. Основно деловање организације било је лобирање у медијима у циљу декриминализације хомосексуалности. Уз то су се деловања чланова фокусирала на укидање свих облика дискриминације над хомосексуалцима и лезбијкама у јавним државним институцијама.
Организација је настала иницијативом геј-лезбијског Роза Клуба из Љубљане, чији су организатори у октобру 1990. године контактирали ЛГБТ активисте и активисткиње из Србије. Први састанак одржан је у хотелу Москва и у њему су учествовали Лепа Млађеновић, Дејан Небригић, Борис Лилер и други познатији активисти. При избору имена, од свих предлога највише се истакао предлог Бориса Лилера - Аркадија, „земља љубави и слободе”. Такође, у Француској је током 20. века излазио часопис са истим именом који је садржао и ЛГБТ тематику, те је ово био још један разлог који је просудио избор.
Будући да није имала просторије нити финансије, првобитно се рад активиста састојао из лобирања за права лезбијки и хомосексуалаца у претежно независним медијима: Б92, Република, Време, Радио Панчево, као и у разним часописима попут Пацифика који је основао Дејан Небригић, и публикацијама женске мировне групе Жене у црном.
Аркадија је 27. јуна 1991. године први и једини пут јавно обележила „Дан поноса” на трибини у Дому омладине, где је неколико активиста и активисткиња заједно са теоретичарима уметности говорило о геј и лезбијском активизму, култури и уметности. Наредне године је Аркадија желела да организује трибину у оквиру Студентског протеста 1992. на Филозофском факултету, али су студенти теологије спречили публику и учеснике да уђу у салу, те је од тада Аркадија 27. јун обележавала трибинама и радионицама затвореним за јавност.
Током прве две године, носиоци идеје су посећивали међународне конференције, тражили подршку и припремали статут Аркадије. Направили су статут и у њему поставили циљеве свог удружења који су се односили на смањење дискриминације и насиља, изједначавање старосне границе за ступање у добровољне истосполне сексуалне односе с оном која је важила за хетеросексуалне односе, декриминализацију и престанак третирања хомосексуалности као болести, увођење сексуалног образовања у школе које би обухватало и хомосексуалност и бисексуалност као нормална сексуална опредељења, окончање патријархалне доминације у друштву, ревизију породичног законодавства, итд.
У овом периоду у Југославији је избио рат, када су учесници и учеснице започеле своја деловања у вези са анти-ратним активизмом, што је успорило развој и даља планирања. Донета је одлука да Аркадија не сме имати националистички призвук, те да треба промовисати људска права свих дискриминисаних група. Након четири године од покретања, за седиште организације је 1994. године изабран Центар за женске студије. Нулти број билтена „Аркадија” изашао је 1993, а наредне године је изашао први број.
Заједно са повећањем броја активних учесница, организовањем и склапањима сарадње, део представница женског покрета је 1995. године желео да се осамостали од геј чланова из Аркадије. Ова одлука је настала на основу улагања лезбијских волонтерки, Јелица Теодосијевић је припремала штампу оба билтена, чланице женског покрета су биле донаторке новца за штампу и водиле радионице. Оне су се самоорганизовале, Љиљана Живковић и Јелена Лабрис су покренуле нову организацију звану Лабрис, која је регистрована 2000. године.